# Giraudia minor
Giraudia minor là một loài tò vò trong họ Ichneumonidae.